# 加走寮溪
加走寮溪是位於台灣南投縣竹山鎮的一條河流，河長 22.5 公里，為濁水溪的支流清水溪的支流。「加走」二字以台語發音，代表台文「虼蚤 (ka-tsáu)」，意即華語「跳蚤」。「寮」指工寮，為伐木或植木工人於山林間搭建的簡易棲息處。當年為取水方便，工寮幾乎都沿著溪邊搭建，所以跳蚤眾多。「加走寮」意即充滿跳蚤的工寮。
其中上游有杉林溪森林遊樂區、太極峽谷等景點。由於沿岸地形險峻，形成峽谷與瀑布等自然景觀，除了太極峽谷，還有青龍瀑布、松瀧岩瀑布。

## 外部連結
- 竹山加走寮溪探秘，《台電月刊》第516期